# Muzeum Historyczne Inspektoratu Zamojskiego Armii Krajowej w Bondyrzu
Muzeum Historyczne Inspektoratu Zamojskiego Armii Krajowej im. Stanisława Prusa „Adama” w Bondyrzu – muzeum mające siedzibę w Bondyrzu (powiat zamojski). Placówka jest prowadzona przez Oddział Zamojski Światowego Związku Żołnierzy Armii Krajowej.

## Historia
Pierwsze muzeum powstało w Bondyrzu w 1972 roku i było prywatną inicjatywą byłego żołnierza Armii Krajowej Jana Sitka. Placówka nosiła nazwę „Muzeum Bondyrza – Fabryki i Regionu Zamojszczyzny lat 1939–1944” i mieściła się w budynku należącym do Zamojskich Fabryk Mebli – Zakład nr 2 w Bondyrzu. Działała do 1978 roku, kiedy to została zamknięta na polecenie miejscowych władz PZPR, ponieważ „nie spełniała swojego zadania wychowawczego, szczególnie wśród młodzieży”, propagując pamięć o Armii Krajowej oraz Polskim Państwie Podziemnym. Podczas sześciu lat funkcjonowania placówki odwiedził ją ponad tysiąc osób, w tym również zwiedzający z ZSRR, USA oraz państw Europy Zachodniej.

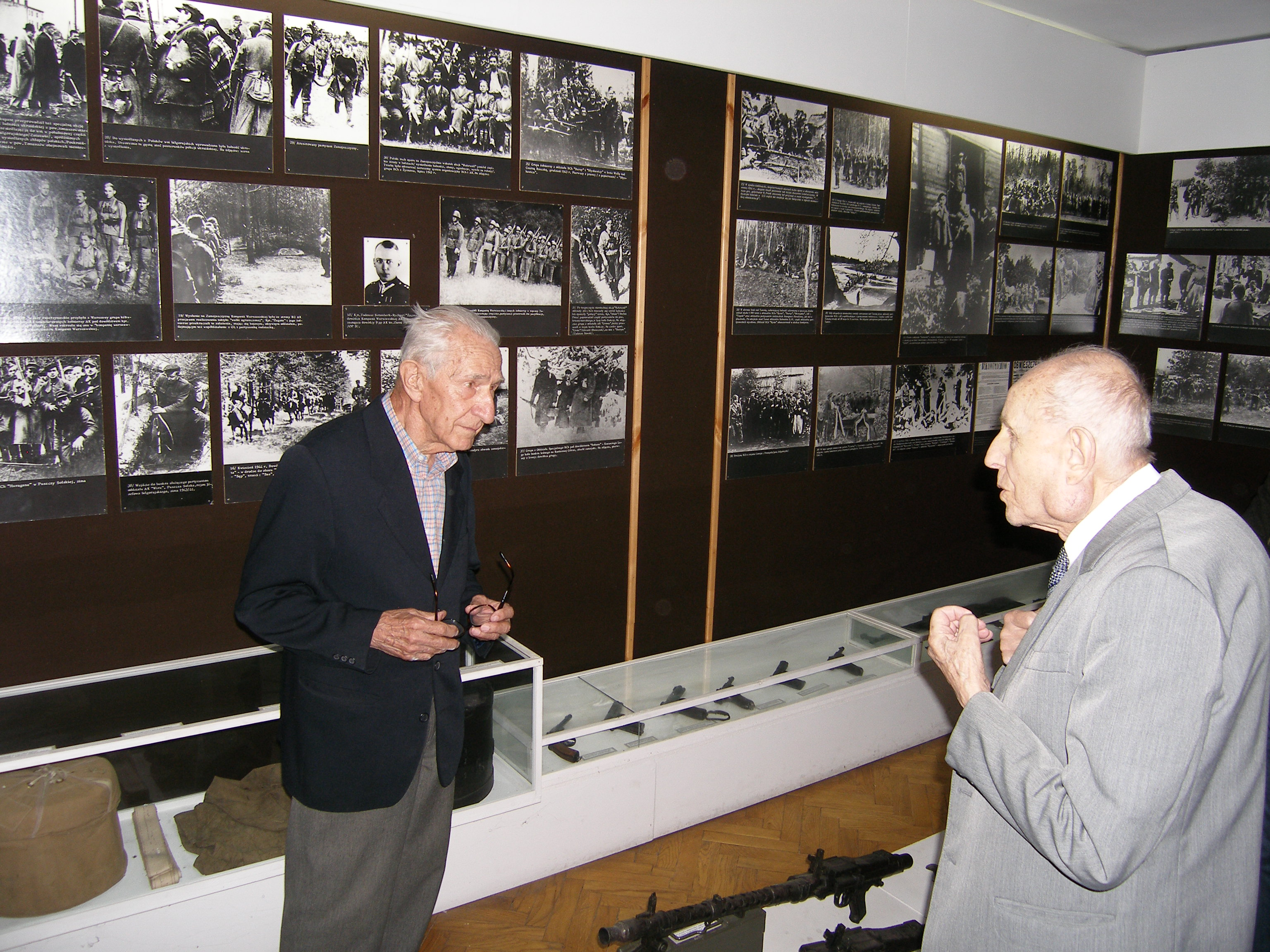
Jan Sitek – twórca muzeum (po prawej)

Muzeum zostało ponownie otwarte w październiku 1983 roku, m.in. dzięki współpracy z Muzeum Wojska Polskiego w Warszawie, a jego nazwę zmieniono na: „Muzeum Lat Walki i Okupacji Zamojszczyzny 1939-1944”. Otwarcia dokonał wojewoda zamojski Stanisław Peterwas przy uczestnictwie Zastępcy Dyrektora Muzeum Wojska Polskiego płk. dr. Kazimierza Satory oraz weteranów – żołnierzy AK.

W 1990 roku Jan Sitek postanowił przekazać zbiory na rzecz Światowego Związku Żołnierzy Armii Krajowej. Stosowna umowa została zwarta w czerwcu 1990 roku, a twórca muzeum otrzymał w styczniu 1991 roku funkcję Społecznego Kustosza. Placówka zmieniła również nazwę, stając się „Muzeum Historycznym Inspektoratu Zamojskiego Armii Krajowej im. Stanisława Prusa „Adama” w Bondyrzu”. W 1992 roku muzeum wraz z Pomnikiem Poległych i Pomordowanych Żołnierzy AK zostało poświęcone przez ówczesnego biskupa pomocniczego lubelskiego Jana Śrutwę.

W 2008 roku pomieszczenia muzeum zostały wyremontowane ze środków pochodzących od darczyńców. Po śmierci Jana Sitka w 2009 roku funkcję Społecznego Kustosza placówki przejął jego syn Edmund Sitek. W 2018 roku miał miejsce kolejny, kompleksowy remont placówki.

## Zbiory i zwiedzanie
Zbiory muzeum zajmują 6 sal o powierzchni 300 m² i są podzielone tematyczne: kampania wrześniowa, Związek Walki Zbrojnej – Armia Krajowa, Bataliony Chłopskie oraz martyrologia Zamojszczyzny. Wśród eksponatów znajdują się zdjęcia, mapy, plakaty, dokumenty, prasa konspiracyjna, wydawnictwa okupacyjne, mundury, wyposażenie oraz sprzęt wojskowy. Ponadto broń palna (m.in. karabin przeciwpancerny UR) a także jej elementy, amunicja, zasobniki i magazynki amunicyjne, opaski, orzełki, odznaczenia oraz kompletny wojskowy ołtarz polowy z 1939 roku. Przed budynkiem eksponowane są: czołg T-34-85 oraz armata dywizyjna ZIS-3 76 mm. 
Muzeum jest placówką całoroczną, a zwiedzanie jest możliwe po wcześniejszym skontaktowaniu się z biurem ŚZŻAK Okręg Zamość. Wstęp jest bezpłatny.